# Stephana Quinzani

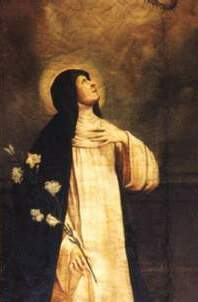
Gemälde mit Quinzani-Motiv aus dem 18. Jahrhundert

Stephana Quinzani (* 7. September 1457 in Orzinuovi bei Brescia; † 2. Januar 1530 in Soncino bei Cremona) war eine Terziarin im Dominikanerinnenorden. Sie wurde am 14. Dezember 1740 von Papst Benedikt XIV. seliggesprochen. Ihr Fest ist am 2. Januar.

## Leben und Wirken
Stephana Quinzani war die Tochter einer Bauernfamilie und trat mit 15 Jahren den Dominikaner-Terziarinnen in Crema bei. Um 1485 gründete sie in Soncino ein Kloster des Dritten Ordens vom heiligen Dominikus, das sie leitete. Sie erduldete 40 Jahre hindurch geistliche Trostlosigkeit, wie der Kirchenhistoriker Ekkart Sauser im Biographisch-Bibliographischen Kirchenlexikon schreibt. 40 Jahre hindurch habe sie ohne Andacht und von Zweifeln geplagt gelebt. Sie wirkte in dieser Zeit allerdings auch in der Armenfürsorge. Es wurde berichtet, dass sie die Wundmale Christi trug.
Papst Benedikt XIV. bestätigte am 14. Dezember 1740 ihre Verehrung als Selige. Ihre Reliquien wurden 1988 von Colorno nach Soncino rückübertragen und werden seither in der Kirche San Giacomo aufbewahrt. Der Dominikanerorden feiert ihren nicht gebotenen Gedenktag am 2. Januar.

## Schriften
- Relazione dell’estasi della Passione. In: Compendio della vita... (s. Lit.), 51–55.
- Preghiere. In: Paolo Guerrini (Hg.): Carteggi mistici domenicani del cinquecento: lettere inedite della beata Stefana Quinzani, di santa Caterina de' Ricci e della ven. Anna Mazzolari di Argenta. Firenze: Convento S. Maria Novella, 1937, 5–31.